# 扎皮蒂夫
49°55′15″N 24°13′27″E / 49.92083°N 24.22417°E

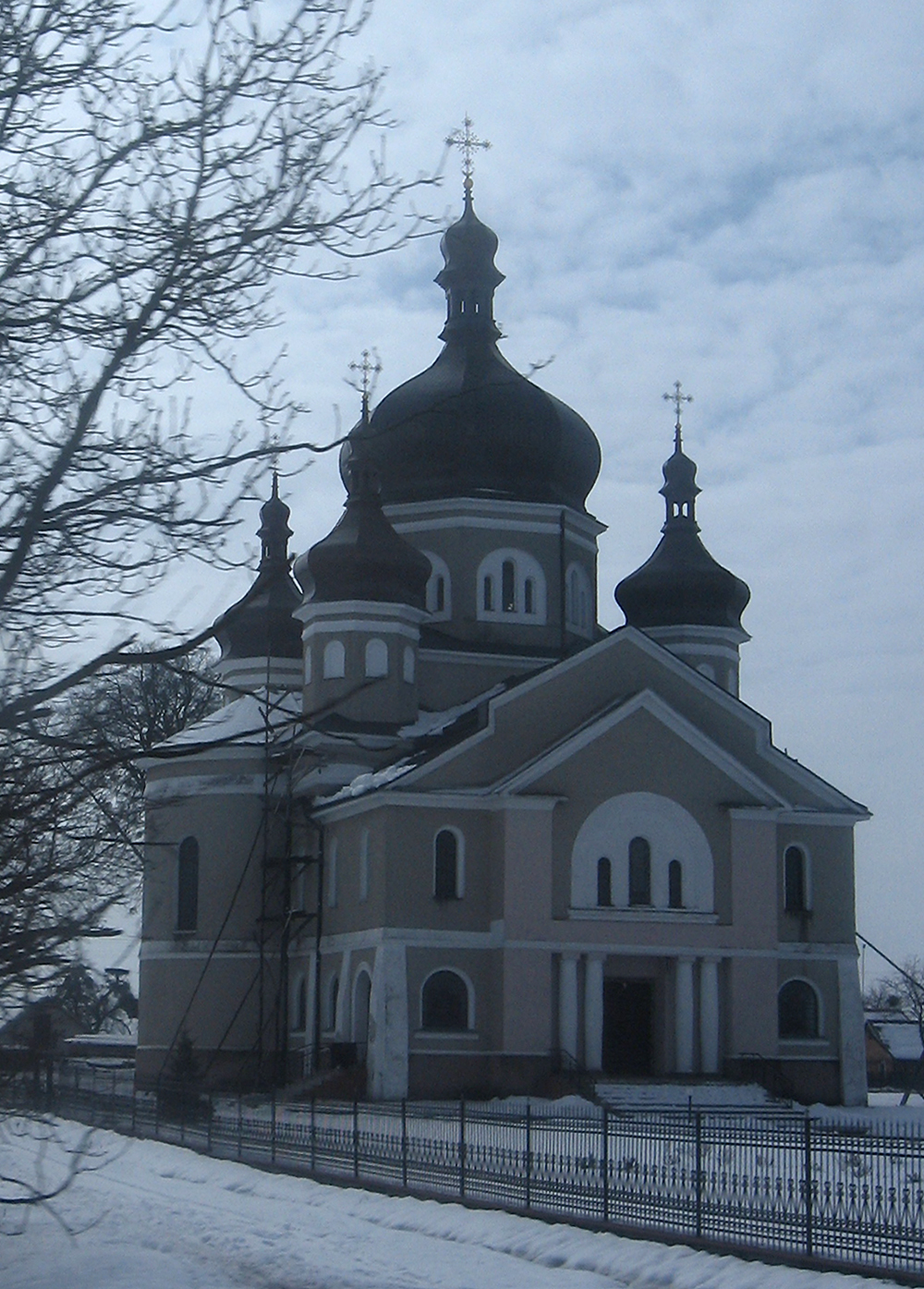
教堂

扎皮蒂夫（烏克蘭語：Запитів），是烏克蘭西部利沃夫州利沃夫区新亚雷奇夫市镇内的市級鎮。處於利沃夫以北17公里和卡姆扬卡-布兹卡西南面30公里，2022年人口4,979。